# Wilton Castle (Herefordshire)

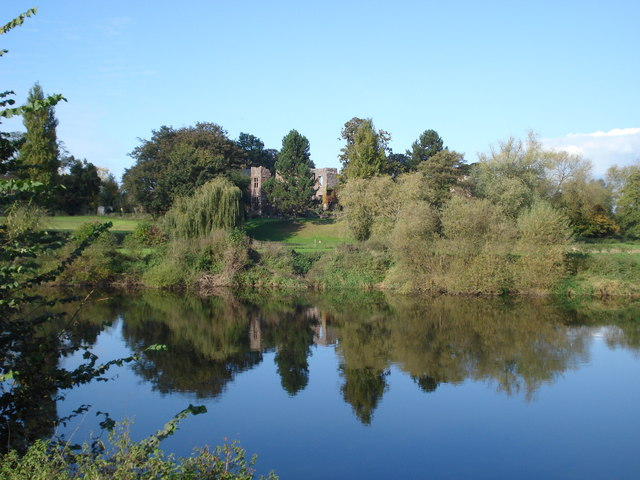
Wilton Castle

Wilton Castle ist die Ruine einer normannischen Burg aus dem 12. Jahrhundert, die im Südosten der englischen Grafschaft Herefordshire am River Wye, in der Nähe der Kleinstadt Ross-on-Wye liegt. Die Burg wurde nach der Grundherrschaft benannt, mit der sie verbunden ist.

## Geschichte

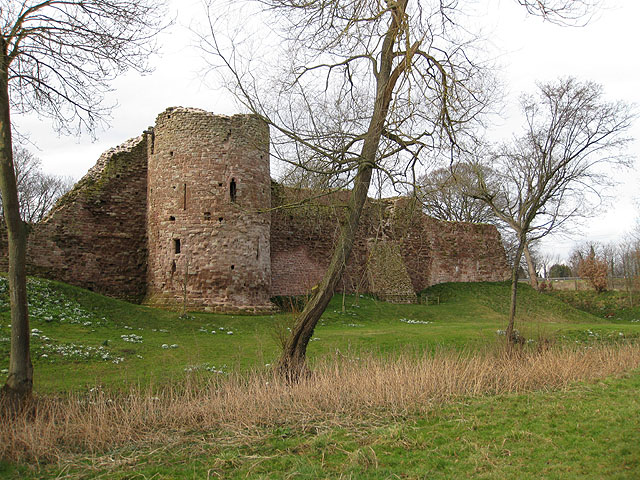
Wilton Castle

Diese Burg in Herefordshire ist größtenteils bis auf Höhe der Zinnen erhalten. Die Longschamps aus Wilton brachten in ihrer Zeit Gerichtsvollzieher der Normandie, Kanzler von England, Sheriffs von Hereford und den Welsh Marches hervor, aber auch Feinde von König Johann Ohneland.
Ihnen folgten die Familien De Cantilupe und De Grey nach, die eine Machtbasis in Wales und den Welsh Marches aufbauten. Matilda de Grey, eine geborene De Cantilupe, behauptete 1292 wahrheitswidrig vor Gericht König Eduard I. gegenüber, dass die Burg von ihren Vorfahren der Familie Longchamp in den Tagen von Eduard dem Bekenner (1042–1066) gebaut worden sei. Tatsächlich kann die Burg nicht vor 1154 entstanden sein, und die Baronie beinhaltete nie die Rechte eines Marcher Lords, die Lady Matilda für sich beanspruchte.
Die Burg war in erster Linie mit einem Zweig der normannischen Familie De Grey verbunden, den Baronen Grey de Wilton, einer bekannten Dynastie normannischer Marcher Lords in den Welch Marches. Sie besaßen die Burg spätestens ab 1308. Die Familie verlor die Burg, als William Grey von den Franzosen in der Endphase der Verteidigung der Stadt Guînes 1558 gefangen genommen wurde und seine Burg verkaufen musste, um das Lösegeld aufbringen zu können.
Die Burg wurde schließlich im englischen Bürgerkrieg zerstört.